# Beregazzo con Figliaro
Beregazzo con Figliaro (lombardul: Beregazz con Fiee) település Olaszországban, Lombardia régióban, Como megyében. Lakosainak száma 2808 fő (2023. január 1.). Beregazzo con Figliaro Appiano Gentile, Binago, Castelnuovo Bozzente, Olgiate Comasco, Oltrona di San Mamette és Solbiate con Cagno községekkel határos.

## Népesség
A település népességének változása:
| Lakosok száma | 2738 | 2772 | 2808 |
|               | 2017 | 2018 | 2023 |